# Lilleå (Hodsager)
Lilleå är ett vattendrag i Danmark.   Det ligger i Hernings kommun i Region Mittjylland, i den nordvästra delen av landet, 240 km väster om Köpenhamn.
Ån mynnar ut i Storå norr om byn Hodsager.